# 帕拉斯科維伊夫卡 (波克羅夫斯克區)
帕拉斯科維伊夫卡（烏克蘭語：Парасковіївка) 是乌克兰东部顿涅茨克州波克羅夫斯克區马林卡市镇的村庄，位於頓涅茨克市中心西南31.37（19.49英里）。

## 历史
2024年6月初，帕拉斯科維伊夫卡被俄罗斯联邦武装力量控制。

## 人口统计
根据2001年烏克蘭人口普查，帕拉斯科維伊夫卡村內有1,192名居民，77.16%的人母語为乌克兰语、22.16%的人母語為俄语。